# Antonio Cimatori
 (juillet 2025).
Antonio Cimatori  dit Il visaccio (Urbino v. 1550 - Rimini v.1623) est un peintre italien de la période baroque.

## Biographie
Antonio Cimatori est né à Urbino où il a exercé surtout dans la peinture historique sous la protection des ducs della Rovere. Il a néanmoins réalisé de nombreuses compositions en chiaroscuro et dessins à thèmes religieux. 
Giulio Cesare Begni a été de ses élèves à Urbino.

## Œuvres
- La Vierge à l'Enfant apparaissant à saint Paul et saint Pierre dictant la règle à saint Benoit,
- Saint Mathieu et un Ange,

Musée du Louvre, dessins, département des Arts graphiques,Paris
- Concert d'anges musiciens sur des nuages
- L'Annonciation,
- Martyre de saint Sébastien
- Mort de la Vierge
- Projet de lunette avec une Circoncision

## Sources
- Michael Bryan, Cimatori, Antonio in Bryan's Dictionary of Painters and Engravers, édité par Robert Edmund Graves et Sir Walter Armstrong, 1886-1889.